# Vor den Vätern sterben die Söhne
Vor den Vätern sterben die Söhne ist ein Erzählband von Thomas Brasch von 1977. Er ist sein bekanntestes Werk und machte ihn in der Bundesrepublik bekannt.

## Hintergründe
Thomas Brasch war der Sohn eines SED-Funktionärs, der später stellvertretender Kulturminister wurde, und Bruder von drei Autoren. Er verfasste mehrere Theaterstücke, die aber in der DDR entweder gar nicht aufgeführt oder kurz nach der Premiere wieder abgesetzt wurden.
Seinen Erzählband Vor den Vätern sterben die Söhne reichte er beim Hinstorff Verlag Rostock ein, der jedoch größere Änderungswünsche äußerte, auf die sich der Autor weigerte, einzugehen.
Nach der Unterzeichnung der Resolution gegen die Ausbürgerung von Wolf Biermann 1976 und einer drohenden Inhaftierung siedelte Thomas Brasch 1977 nach West-Berlin über.
Dort konnte er seinen Erzählband im linksalternativen Rotbuch Verlag veröffentlichen.
Dieses machte ihn als Autor schnell bekannt; das Buch kam auf Bestsellerlisten.
In dem Band sind verschiedene Erzählungen enthalten, die in recht drastischer Sprache Konflikte in der DDR beschrieben.
Das Buch wurde danach mehrmals neu aufgelegt. Es gab Übersetzungen in die französische, niederländische, norwegische, serbokroatische und wahrscheinlich weitere Sprachen, außerdem eine TV-Inszenierung 1980/1982, zwei Hörspielfassungen (RIAS 1977, WDR), mindestens zwei Theaterinszenierungen (Stuttgart 2007, Dresden 2022) und weitere Bearbeitungen.

## Ausgaben
Erzählband
- Vor den Vätern sterben die Söhne, Rotbuch, Berlin (West), 1977, 109 Seiten, Erstausgabe, mehrere Neuauflagen
- Vor den Vätern sterben die Söhne, Hinstorf, Rostock, 1990, 102 Seiten, erste DDR-Ausgabe
- Vor den Vätern sterben die Söhne, Faber & Faber, Leipzig, 1998 (Die DDR-Bibliothek), 141 Seiten
- Vor den Vätern sterben die Söhne, Suhrkamp, Berlin 2018, 133 Seiten, mit einem Vorwort von Katja Lange-Müller

Einzelne Erzählungen
- Eulenspiegel. In: Tintenfisch. Jahrbuch für Literatur. 11. 1977, S. 75–76

## Rezensionen (Auswahl)
- Ingeborg Drewitz: Thomas Brasch: Vor den Vätern sterben die Söhne. In: Neue deutsche Hefte. Beiträge zur europäischen Gegenwart. 25. 1978, 1, S. 146–147
- Jörg Bernhard Bilke: Schlichte Wahrheiten. Thomas Braschs Erzählungen "Vor den Vätern sterben die Söhne". In: Der Literat. Fachzeitschrift für Literatur und Kunst. 19. 1977, S. 64
- Jörg Bernhard Bilke: Schlichte Wahrheiten. Thomas Brasch. Vor den Vätern sterben die Söhne. In: Frankfurter Hefte. Zeitschrift für Kultur und Politik. 33. 1978, 1, S. 67–68
- Peter Geist: "... daß er jeden Tag fällt, doch nicht bricht". Thomas Brasch: "Vor den Vätern sterben die Söhne". In: Was ist das Bleibende? Zwanzig Einmischungen von Schriftstellern und Literaturwissenschaftlern. 1999, S. 107–121
- Um nicht zu stagnieren Kritisch lesen